# Russiske finanskrise 2014-2016
Den russiske finanskrise 2014-2015 er et resultat af et kollaps af den russiske rubel, der begyndte i sidste halvdel af 2014, og en tilsvarende regression i Ruslands økonomi. Et fald i tilliden til den russiske økonomi fik investorer til at sælge deres russiske aktiver, hvilket fik rublen til at falde, og igangsatte den første frygt for en russisk finanskrise. Manglende tillid til økonomien stammede fra mindst to ting. Den første er faldet i olieprisen. Råolie er en af Ruslands store eksportvarer, og prisen faldt næsten 50 % mellem juni 2014 og 16. december 2014. Den anden årsag er resultatet af internationale økonomiske sanktioner mod Rusland forårsaget af annekteringen af Krimhalvøen og de russiske militærinterventioner i Ukraine. Ruslands præsident Vladimir Putin anklagede den vestlige verden for at stå bag den russiske finanskrise. Han sagde også, at "Vores [vestlige] partnere er ikke stoppet. De har besluttet, at de er vinderne, de er imperium nu og resten er vasaler, og de er blevet trængt op i et hjørne."
Krisen havde stor effekt på Ruslands økonomi, både for forbrugere og firmaer, ligesom den havde negativ indvirken på det globale finansmarked. Ruslands aktiemarked oplevede især store fald, da RTX indekset faldt omkring 30% fra begyndelsen af december frem til d. 16. december.
Under finanskrisen blev økonomien mere statsejet, og omkring 60% af de produktive aktiver i landet blev statsejede. I 2016 voksede det russiske BNP med 0,3% og var dermed officielt ude af recessionen. I januar 2017 havde Rusland udenlandske valutareserver på omkring $391 mia., og en inflation på omkring 5,0% og renter på 10,0%.
I forbindelse med Ruslands invasion af Ukraine 2022 blev landet ramt af en ny finanskrise.